# داتلن
شهر داتلن در ایالت نوردراین-وستفالن، آلمان واقع شده است.